# (16463) Nayoro
(16463) Nayoro (1990 EK) – planetoida z pasa głównego asteroid okrążająca Słońce w ciągu 4,05 lat w średniej odległości 2,54 j.a. Odkryta 2 marca 1990 roku.